# Track & Field News
Track & Field News ist ein seit 1948 in den USA erscheinendes bedeutendes Leichtathletikmagazin.
Es beschäftigt sich mit der Leichtathletik auf nationaler Ebene in den USA (auch in den High Schools) bis hin zu internationalen Wettkämpfen (z. B. Leichtathletik-Weltmeisterschaften). Gegründet wurde es 1948.